# 주디 존슨
윌리엄 줄리어스 "주디" 존슨(영어: William Julius "Judy" Johnson, 1899년 10월 26일 ~ 1989년 6월 15일)은 니그로 리그 베이스볼에서 3루수로 뛴 미국의 야구 선수이다.

## 경력
존슨은 메릴랜드주 스노우힐에서 태어났다. 그의 아버지는 그가 권투 선수가 되길 원했으나 존슨은 키 180cm에 68kg로 그의 체형에는 야구가 더 잘 맞았다. 그는 제1차 세계 대전 동안 부두에서 일을 한 후에 1918년 야구 경력을 시작했다. 그리고 1921년에는 그가 1929년까지 뛴 힐데일에서 최고 수준에 도달했다.
1930년, 존슨은 홈스티드 그레이스의 선수 겸 코치였고, 그 곳에서 조시 깁슨을 발굴했다. 1935년부터 그의 마지막 시즌인 1937년까지, 그는 피츠버그 크로포즈의 주장을 몇년 간 맡았고, 또한 사상 최고의 프랜차이즈 스타 중 한명이기도 했다. 크로포즈는 명예의 전당 헌액자들인 깁슨, 오스카 찰스턴, 쿨 파파 벨, 그리고 존슨이 선수로 있었다. 그의 팀에서의 활기찬 역할은 1935년 니그로 리그 월드 시리즈에서 가장 많이 드러났다. 뉴욕 쿠반스에 맞서 그의 중요한 안타로 크로포즈가 6차전을 승리했고, 크로포즈는 7경기 시리즈를 치르고 우승을 차지했다.
존슨은 1929년 0.416의 고타율을 기록한 명확한 컨택히터였다. 그러나 그의 최고의 능력은 수비였다. 레이 댄드릿지와 고스트 마르셀레와 함께, 존슨은 니그로 리그에서 최고의 수비를 보여주는 3루수 중 한명이었다. 그는 또한 영리한 플레이를 하는 선수 중 한명이었는데, 각각의 상황에서 그는 상대보다 빠르게 생각하는 탁월한 능력으로 신체적 결점을 메울 수 있었다.
존슨이 메이저 리그 인종 차별 철폐 9년전에 은퇴했으나, 그는 1954년 메이저 리그 베이스볼에서 첫 아프리카계 미국인 코치로 부임해 그의 야구 지식을 적용시킬 수 있었다. 그는 또한 빌 부르턴과 딕 앨렌을 계약시킨 가장 뛰어난 스카우트 재능을 가진 한명이기도 했다.
존슨은 1973년 은퇴하고 2년 뒤인 1975년에 여섯번째 니그로 리거로서 미국 야구 명예의 전당에 선출되었다. 존슨 이전의 팝 로이드처럼, 그는 경기장 밖의 모범적인 행실로 알려져 있었다. 1976년, 델라웨어 스포츠 박물관 및 명예의 전당에 입성한 첫 선수였다. 캐롤라이나 리그 윌밍턴 블루락스 마이너 리그 야구팀의 홈구장명은 그를 기념해서 지어졌다. 존슨은 사후에 델라웨어 고등학교 야구 코치의 명예의 전당에 그 첫 수상자로 선출되었다.
그는 델라웨어주 윌밍턴에서 89세의 나이로 사망했다.